# Puzzelrit
Een puzzelrit of een fotopuzzelrit is een clubrit van bijvoorbeeld een fiets- motor- of autoclub.

## Algemeen

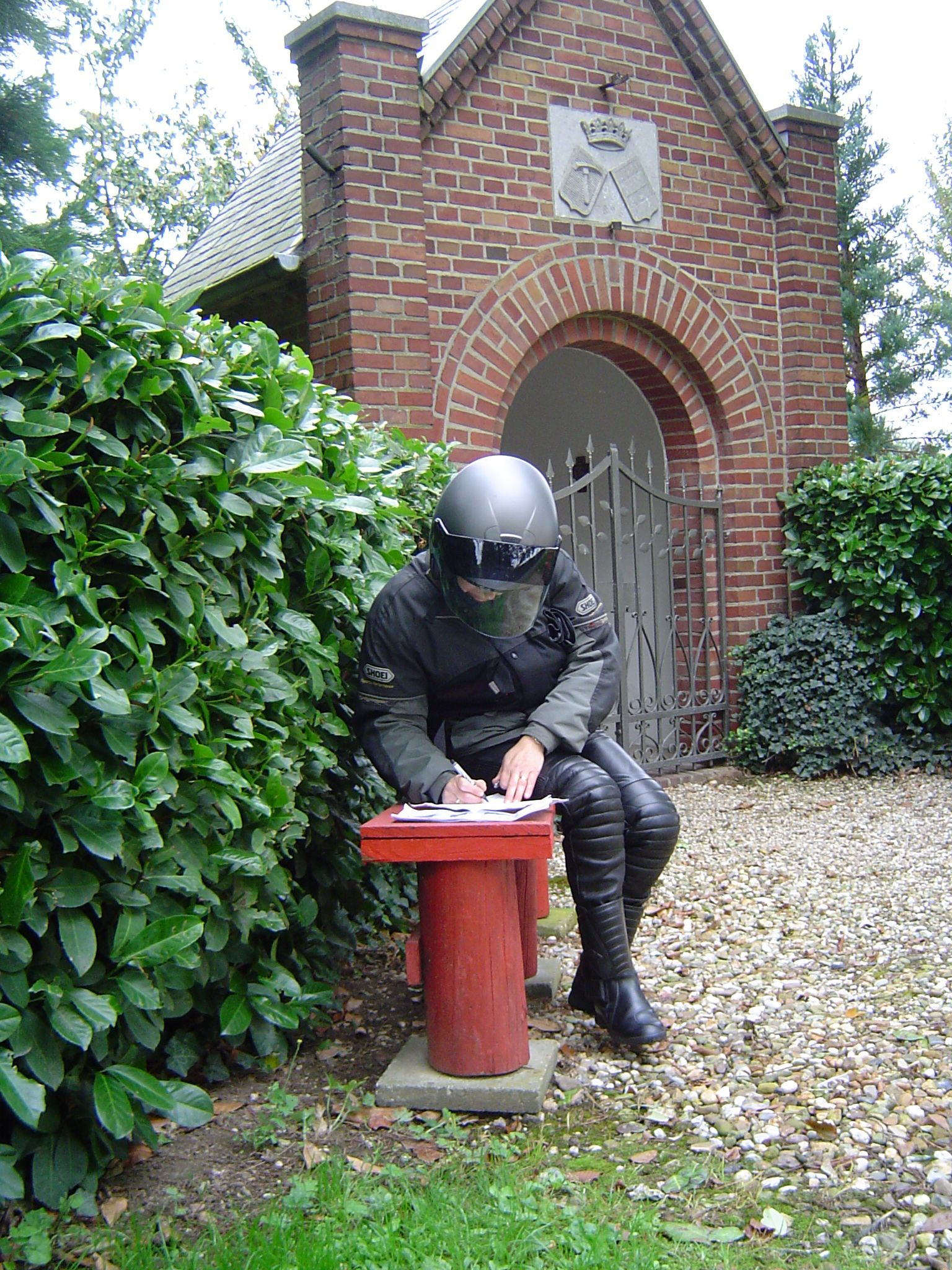
een deelneemster aan een puzzelrit werkt een opdracht uit

Bij een puzzelrit krijgen de deelnemers (bij motorritten meestal verdeeld in groepjes van ca. vier motorfietsen) voor aanvang één of meer opdrachten. Soms zijn dit cryptisch weergegeven routebeschrijvingen of punten in een route. Op bepaalde punten in de route moet men vervolgens vragen beantwoorden, zoals het bouwjaar van monumentale gebouwen e.d. Puzzelritten kunnen themaritten zijn, waarbij bijvoorbeeld alleen molens, kloosters, kerken e.d. worden bezocht. Ze krijgen daarmee ook een cultureel en/of educatief karakter. 

## Fotopuzzelrit
Een bijzondere vorm van een puzzelrit is een fotopuzzelrit. Deze kan op verschillende manieren opgezet zijn:
- Men krijgt een aantal adressen of plaatsnamen en een vel met evenveel foto's. Ter plaatse moet men de juiste foto zoeken en soms ook nog enkele vragen beantwoorden.
- Men krijgt een routebeschrijving en vertrekt. Na afloop worden er een aantal foto's voorgelegd die men in de juiste volgorde (volgens de route) moet leggen.
- Men krijgt een routebeschrijving en een aantal foto's. Tijdens het rijden van de route moet men opletten of men objecten die op de foto's staan passeert en er vragen over beantwoorden. Met name deze laatste mogelijkheid kan het beste worden uitgevoerd wanneer er (duo)passagiers zijn die zich op de omgeving kunnen concentreren.

Andere clubritten van een motorclub kunnen zijn:
- de Dobbelrit
- de Oriëntatierit
- de Sterrit
- de Toertocht

## Puzzelrit per paard
Een puzzelrit voor ruiters en aanspanningen is een vorm van recreatief paardrijden met een competitief element.
De puzzelrit heeft meestal een lengte van 20 tot 40 km. De equipes, die uit twee ruiters of een aanspanning bestaan, moeten de route bepalen op grond van aanwijzingen op de routebeschrijving en in het terrein. De winnaar wordt bepaald aan de hand van het aantal gemaakte fouten terwijl ook strafpunten worden gegeven voor het te snel of te langzaam afleggen van de route. Daarbij wordt meestal een snelheid van 8 km/u voor ruiters en 9 km/u voor aanspanningen aangehouden.
Voorbeelden:
- Eersel-Postel (Eersel)
- Van Gogh rit (Nuenen)